# Robert Folk
Robert Folk es un compositor estadounidense nacido el 5 de marzo de 1949 en Nueva York que ha trabajado en varias películas componiéndoles bandas sonoras a los filmes, es conocido por interpretar la B.S.O de Loca academia de policía y La historia interminable II.

## Biografía
Robert Folk es un antiguo miembro de la afamada Juilliard School de Nueva York en la cual se graduó. Después de completar su doctorado, Folk se dedicó a componer y realizar música para alrededor de 50 películas.
Trabajó con muchos productores de gran fama, también compuso y dirigió numerosos trabajos incluyendo composiciones sinfónicas y vocales. Su obra de ballet, "To dream of roses", compuesta por la Exposición Universal de Osaka, fue grabada por la Orquesta Sinfónica de Londres.
Es también un prolífico cantautor y productor y dirigió varias prominentes orquestas incluyendo: Orquesta Sinfónica de Londres, la Royal Philharmonic Orchestra, The Munich Symphony, entre otras.

## Filmografía
| - Vivaldi - Van Wilder 2 - American Pie: Band Camp - Back In The Day - National Lampoon's Family Reunion - Boat Trip - Kung Pow: Enter The Fist - Thumb Wars: The Phantom Cuticle - Held up - All New Adventures Of Laurel & Hardy, The - You're Dead... - Major League: Back To The Minors - Nothing To Lose - Boys Life 2 (Nunzio's Second Cousin) - Booty Call - Rule of Three - Maximum Risk - Lawnmower Man 2: Beyond Cyberspace - Theodore Rex - Ace Ventura: When Nature Calls - Arabian Knight - Atrapados en el paraíso - In the Army Now - State Of Emergency (TV) - Two Fathers: Justice For the Innocent (TV) - A Troll in Central Park - Sworn To Vengeance (TV) | - Loaded Weapon 1 - A Climate For Killing - Rock a Doodle - Beastmaster 2: Through the Portal Time - Toy Soldiers - The NeverEnding Story II: The Next Chapter - Tremors - Happy Together - Wicked Stepmother - Miles From Home - High Mountain Rangers (TV - Main Title) - Stewardess School - Can't Buy Me Love - Police Academy 4: Citizens on Patrol - The Room Upstairs - 2 1/2 Dads (TV) - Combat High (TV) - Police Academy 3: Back In Training - Prince Of Bel-Air (TV) - Thunder Alley - Police Academy 2: Their First Assignment - Odd Jobs - Purple Hearts - Bachelor Party - Police Academy - The Planets - The Slayer - Savage Harvest |